# Tau tréma
Cette page contient des caractères spéciaux ou non latins. S’ils s’affichent mal (▯, ?, etc.), consultez la page d’aide Unicode.
Tau tréma (capitale: Τ̈, minuscule: τ̈) est une lettre additionnelle grecque qui a été utilisée dans l’écriture du macédonien. Il s’agit de la lettre tau diacritée d’un tréma.

## Utilisation
Le tau tréma a été utilisé dans l’écriture du macédonien, notamment dans l’Évangéliaire de Kulakia.

## Représentations informatiques
Le tau tréma peut être représente avec les caractères Unicode suivants (grec et copte, diacritiques):
| formes    | représentations | chaînes de caractères | points de code | descriptions                                   |
| --------- | --------------- | --------------------- | -------------- | ---------------------------------------------- |
| capitale  | Τ̈               | Τ◌̈                    | U+03A4 U+0308  | lettre majuscule grecque tau diacritique tréma |
| minuscule | τ̈               | τ◌̈                    | U+03C4 U+0308  | lettre minuscule grecque tau diacritique tréma |